# Seuneubok Teungoh (Arongan Lambalek)
Seuneubok Teungoh is een bestuurslaag in het regentschap Aceh Barat van de provincie Atjeh, Indonesië. Seuneubok Teungoh telt 1630 inwoners (volkstelling 2010).